# Darwin (Minnesota)
Pour les articles homonymes, voir Darwin.
La ville de Darwin est située dans le comté de Meeker, dans l’État du Minnesota, aux États-Unis. Sa population s’élevait à 350 habitants lors du recensement de 2010, estimée à 351 habitants en 2016.